# فرودگاه آبی پورت آلیس/ رامبل بیچ
فرودگاه آبی پورت آلیس/ رامبل بیچ (به انگلیسی: Port Alice/Rumble Beach Water Aerodrome) یک فرودگاه همگانی است که یک باند فرود آب دارد. این فرودگاه در کشور کانادا قرار دارد و در ارتفاع ۰ متری از سطح دریا واقع شده است.